# Камарето
Камарето или Камаретово (грч. Καμαρωτό, Камарото) је насељено место у општини Синтика у периферији Средишња Македонија, Грчка. Према попису из 2021. године било је 324 становника.
Према бугарском географу и историчару, Василу Канчову, у Камарету је 1900. године живело 200 Словена хришћана. Године 1924. насељено је 109 грчких избегличких породица, укупно 516 особа. На попису из 1928. године Камарето је мешовито грчко-словенско насеље са 726 становника.